# Delahaye

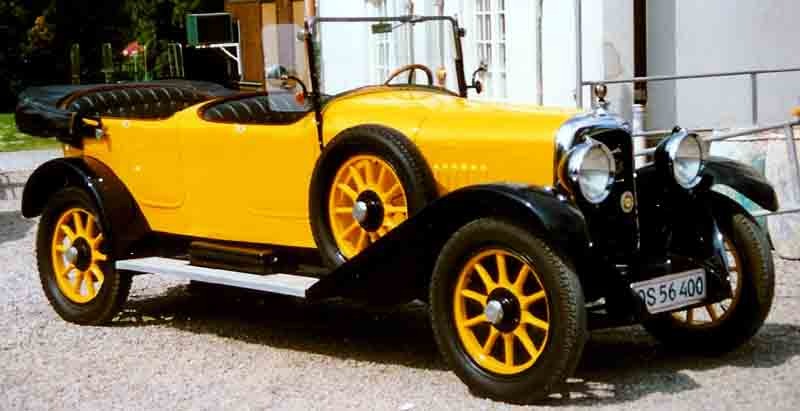
Delahaye Tourer de 1925

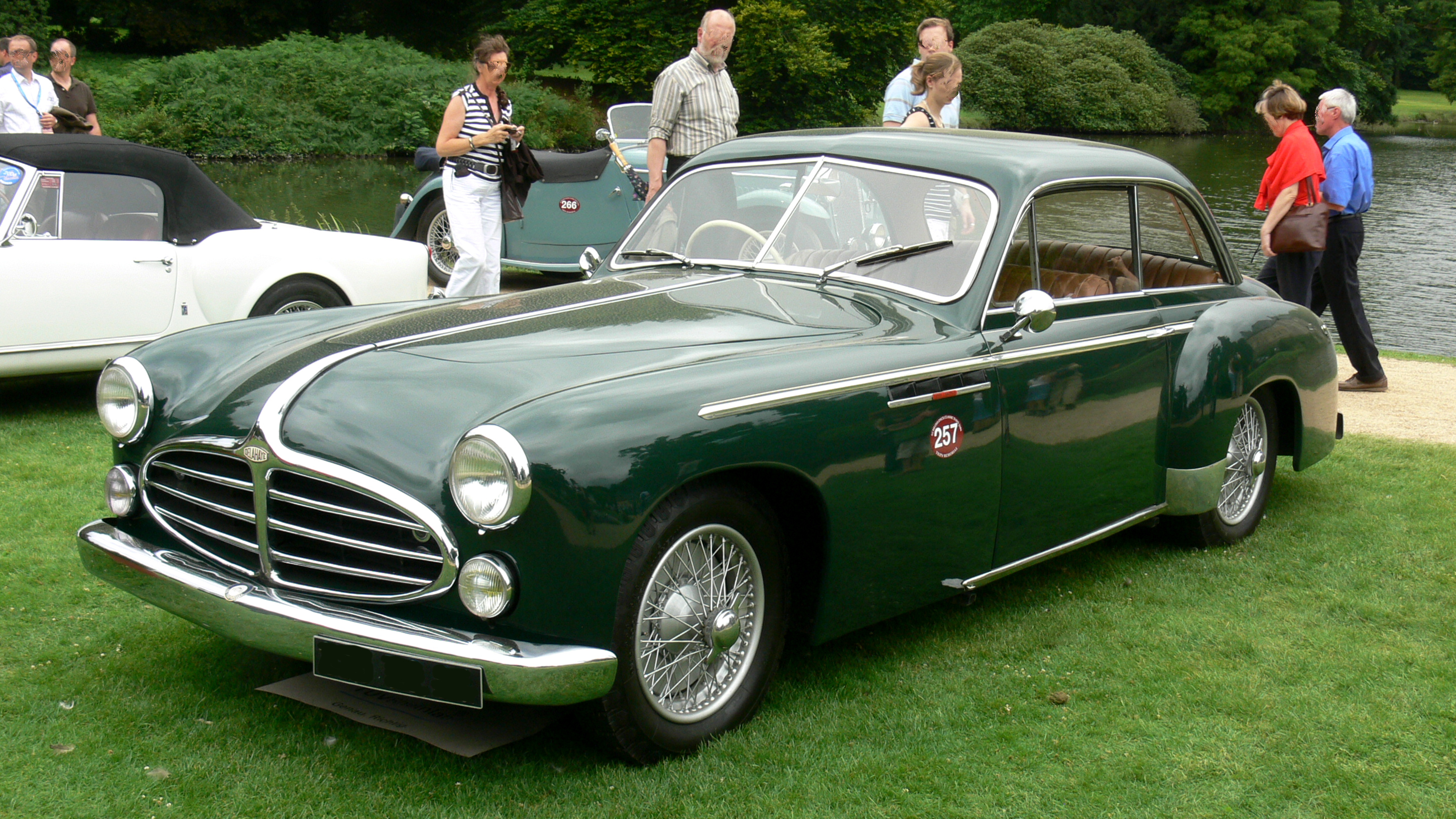
Delahaye 235

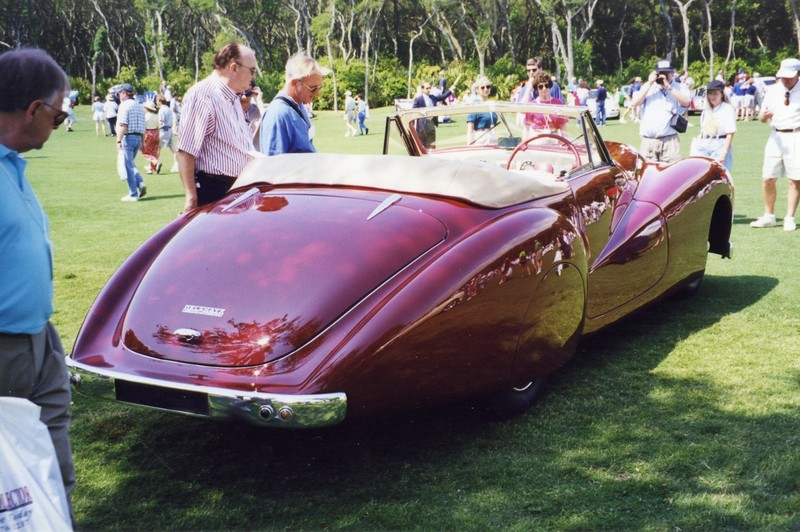
Delahaye 135 M de 1948

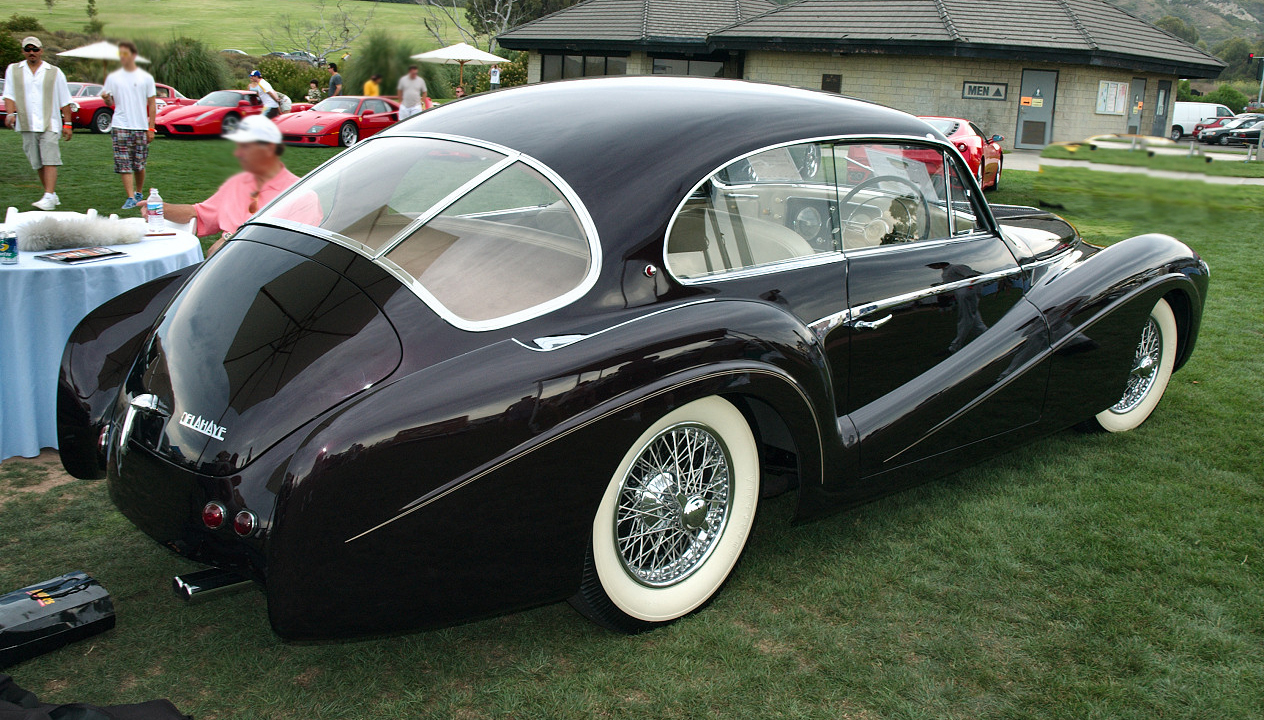
Delahaye 235M Pillarless Coupe de 1953

A Delahaye foi uma empresa automobilística francesa, fundada por Émile Delahaye em 1894 em Tours e extinta em 1954 . Era especializada na construção de automóveis de luxo, veículos pesados e viaturas de combate a incêndios.

## História
O nascimento Delahaye deve-se a Émile DElahaye, o seu fundador. Os primeiros carros do francês ainda se assemelhavam a carruagens de cavalos, tinham motores monocilíndricos ou bicilíndricos e eram equipados com uma correia especial de mudanças e polias ligadas por um eixo ao motor, uma delas livre, obtendo-se a posição neutra e movendo o strap para a segunda ou terceira polia enquanto a transmissão final era de cadeia .
Não eram carros revolucionários, mas tornaram-se conhecidos pela sua qualidade de construção, e, entre outras coisas, pela participação então dificílima corrida Paris-Marselha-Paris de 1896. Por estas razões, a empresa cresceu e em 1898 foi transferida para Paris.
No final do século XIX, no entanto, por razões nunca esclarecidas, Émile Delahaye deixou a gestão da empresa, que passou para as mãos de Charles Weiffenbach, até então engenheiro-chefe da casa. Émile Delahaye retirou-se para uma vila na Riviera Francesa, onde morreu em 1905.
A subida de Weiffenbach ao cargo máximo da empresa deu um novo impulso à Delahaye. Imediatamente após a aquisição, a Delahaye substituiu as correias de transmissão pelas de cadeia e passou para motores de 4 cilindros. Naquela época, a Delahaye também foi responsável pela construção de camiões, tratores, carros de bombeiros e veículos para uso militar. Não só isso, mas a maior parte da renda do francês resultou precisamente de tal atividade.
No final da Primeira Guerra Mundial, a Delahaye não só conseguiu ficar em pé, mas o seu número um Weiffenbach implementou novas técnicas de produção aprendidas na América, especialmente a da linha de montagem de produção, e foi capaz de impulsionar ainda mais significativamente a produção e a produtividade da casa francesa.
Em 1935, A Delahaye comprou a marca Delage, que estava em crise devido à grande depressão dos anos trinta: desta forma foi capaz de desenhar soluções técnicas válidas da casa de Levallois que no passado lhe obtivera uma enorme reputação no campo desportivo. Assim a Delahaye foi capaz de tirar alguma satisfação nesse sentido, por exemplo, o Rali de Monte Carlo em 1937 e as 24 Horas de Le Mans em 1938.
O autor desses êxitos foi acima de tudo o modelo Delahaye 135, proposto como carro de luxo numa variedade de configurações, e também em carro de corrida.
Durante o mesmo período, a Delahaye ficou famosa pelo design ousados, com perfis muito aerodinâmicos, em forma de lágrima, resultantes da criatividade dos fabricantes de carrocerias, como a Figoni et Falaschi e a Saoutchik.
Mas se o Delahaye conseguiu manter-se incólume, quer com a Primeira Guerra Mundial quer com o crash da bolsa em Wall Street, não teve tanta sorte durante a Segunda Guerra Mundial, de onde saiu gravemente mutilada, sendo cúmplices de algumas estratégias de negócio muito arriscadas.
Após o conflito, no final de late 1945, a produção do modelo 135 foi retomada, com novo desenho de Philippe Charbonneaux. O Type 175, com seis cilindros e 4,5 litros, foi introduzido em 1948; mas isso, e o modelo 180, resultaram em falhanços comerciais. O modelo 175 foi substituído pelo modelo 235 em 1951.
Foi assim que, em 1954, a empresa francesa foi tomada por Hotchkiss, que usou a marca por um tempo muito curto, e destinou-se à produção de caminhões. Após a Hotchkiss finalmente ter extinto a marca, concluiu-se a história da Delahaye.